# 658. pehotni polk (Wehrmacht)
Za druge 658. polke glejte 658. polk.
658. pehotni polk (izvirno nemško Infanterie-Regiment 658) je bil eden izmed pehotnih polkov v sestavi redne nemške kopenske vojske med drugo svetovno vojno.

## Zgodovina
Polk je bil ustanovljen 20. marca 1940 kot polk 9. vala kot Landesschützen-Regiment Oberost ter dodeljen 386. pehotni diviziji.
9. julija 1940 je bila 16. četa izvzeta iz sestave polka in dodeljena 242. poljskorekrutnem pehotnemu polku; nato pa je bil 15. avgusta istega leta polk razpuščen in osebje dodeljeno Heimatwachu.